# امبریف
امبریف (به فرانسوی: Ambrief) یک کمون در فرانسه است که در پیکاردی واقع شده‌است.

## خصوصیات
امبریف ۴٫۵ کیلومترمربع مساحت و ۶۳ نفر جمعیت دارد و ۱۳۶ متر بالاتر از سطح دریا واقع شده‌است.